# 88P/Хауэлла
Комета Хауэлла (88P/Howell) — короткопериодическая комета из семейства Юпитера, которая была обнаружена 29 августа 1981 года американским астрономом Эллен Хауэлл на фотопластинке, полученной в Паломарской обсерватории на 46-сантиметровом телескопе системы Шмидта. Она была обнаружена в созвездии Кита и описана как диффузный объект 15,0 m звёздной величины без хвоста. Официально открытие кометы было подтверждено уже на следующий день — 30 августа. Обладает довольно коротким периодом обращения вокруг Солнца — около 6,48 года.
- Орбита кометы Хауэлла и её положение в Солнечной системе

## История наблюдений
Первые предварительные варианты параболической и эллиптической орбит кометы были рассчитаны 8 сентября 1981 года британским астрономом Брайаном Марсденом, согласно которым комета прошла точку перигелия 30 мая 1981 года. А уже 11 сентября Марсден опубликовал новую уточнённую орбиту, с учётом сближения кометы с Юпитером в 1978 году до расстояния 0,6 а. е. (90 млн км), которое должно было сдвинуть точку перигелия ближе к Солнцу и сократить период обращения до 5,94 года. 
В следующее своё возвращение комета достигала максимальной яркости 12,0 m звёздной величины. В следующий раз её наблюдали в феврале — мае 1998 года, когда она прошла на расстоянии 1,066 а. е. от Земли. Это было самое тесное сближение данной кометы с нашей планетой за всю историю наблюдений. А точку перигелия она прошла 27 сентября (1,406 а. е.). После этого яркость кометы начала постепенно увеличиваться и к октябрю — ноябрю достигла 10,5 m звёздной величины, а кома достигла размеров 3 — 5 ' минут дуги.
Последний раз комета прошла свой перигелий 6 апреля 2015 года и в следующий раз появится только осенью 2020 года. А 14 сентября 2031 года ожидается довольно тесный проход кометы вблизи Марса, на расстоянии 0,074 а. е. (11,1 млн км) от планеты.